# Sundacarpus amarus
Sundacarpus amarus är en barrträdart som först beskrevs av Carl Ludwig von Blume, och fick sitt nu gällande namn av Christopher Nigel Page. Sundacarpus amarus är ensam i släktet Sundacarpus som ingår i familjen Podocarpaceae. IUCN kategoriserar arten globalt som livskraftig. Inga underarter finns listade i Catalogue of Life.